# Georges Véron
Pour les personnes ayant le même patronyme, voir Véron.
Georges Véron, né le 6 octobre 1933 à Parigné-l'Évêque, dans la Sarthe, et mort le 12 mars 2005 à Bernac-Debat, dans les Hautes-Pyrénées, est un pyrénéiste français. Il est principalement connu pour être le premier à effectuer et décrire la Haute randonnée pyrénéenne. 

## Biographie
Professeur de biologie, Georges Véron pratique d'abord le football et l'athlétisme pendant plus de vingt ans, avant de découvrir les Pyrénées. Quand il découvre la chaîne de montagnes, il « tombe amoureux » et en fait rapidement sa passion. Il enchaîne les excursions à un rythme qui lui vaut le surnom de « stakhanoviste de la montagne ». 
En 1968, sur une idée de Joseph Ribas,, Véron effectue avec ses compagnons Jean-Pierre Neau et Claude Major la traversée des Pyrénées, réussissant ainsi le pari d'aller de la mer Méditerranée à l'océan Atlantique par la haute montagne, en 41 étapes, uniquement à l'aide de cartes, créant par la même occasion la Haute randonnée pyrénéenne (HRP), parcours devenu aujourd'hui célèbre,. Véron publie en 1974 le premier guide consacré à la HRP, réédité douze fois en français et traduit dans trois langues. Au total, le « guide Véron » s'est vendu à plus de 70 000 exemplaires.
Par la suite, Véron se consacre presque exclusivement à la randonnée d'altitude, à pied, mais aussi en vélo tout terrain.
Membre du Club alpin français, collaborateur de la Fédération française de la randonnée pédestre, Véron participe à la création et la rédaction des guides du GR10, au Pays basque et dans les Pyrénées-Orientales. Enseignant à Tarbes depuis 1978, conseiller technique de l'association randonnées pyrénéennes, Georges Véron est un auteur prolifique qui publie plus d'une trentaine de guides de randonnées pour les Pyrénées : série des 100 randonnées, série des 100 plus beaux sommets, itinéraires de VTT et guides des chemins de Saint-Jacques de Compostelle.

## Œuvre
- Souvenirs d'un pyrénéiste, Rando Éditions  (ISBN 9782841823024)
- Haute Randonnée pyrénéenne, Georges Véron auteur-éditeur  (ISBN 285276-007-X)
- Haute randonnée pyrénéenne (HRP), Rando Éditions  (ISBN 9782841823154)
- 100 sommets des Pyrénées, Rando Éditions  (ISBN 2841821293)
- Le guide rando Aspe-Ossau Pyrénées béarnaises, Rando Éditions  (ISBN 284182022X)
- Randonnées dans les Hautes-Pyrénées, Rando Éditions  (ISBN 2905521627)
- Le guide rando Pays basque Pyrénées-Atlantiques, Rando Éditions  (ISBN 2841821870)
- Le guide rando Canigou, Vallespir, Conflent, Rando Éditions  (ISBN 2841820041)
- Le guide rando Cerdagne et Capcir. Pyrénées méditerranéennes, Rando Éditions  (ISBN 2905521937)
- Le guide rando Vignemale-Balaïtous, Rando Éditions  (ISBN 2841821633)
- Le guide rando Couserans, Rando Éditions  (ISBN 2841820211)
- Le guide rando Luchon, Rando Éditions  (ISBN 2841820408)
- Le chemin de Saint-Jacques en Espagne. De Saint-Jean-Pied-De-Port à Compostelle : Guide pratique du pèlerin, Rando Éditions  (ISBN 2841820777)
- Le chemin de Tours vers Saint-Jacques-de-Compostelle : De la Loire aux Pyrénées, Rando Éditions  (ISBN 2841821390)
- Le chemin du Piémont pyrénéen vers Saint-Jacques-de-Compostelle : Guide pratique du pèlerin, Rando Éditions  (ISBN 2841821668)
- G. Véron, J.-Y.  Grégoire et J. Véron, Le Chemin de Vézelay vers Saint-Jacques-de-Compostelle : Guide pratique du pèlerin, Rando Éditions  (ISBN 2841822230)
- 100 randonnées dans les Pyrénées atlantiques. Pays basque et Béarn, Rando Éditions  (ISBN 2905521414)
- 100 randonnées dans les Pyrénées occidentales Pays basque - Bearn, Randonnées pyrénéennes, 1er janvier 1987
- 100 randonnées en Catalogne Pyrénées espagnoles, Randonnées pyrénéennes  (ISBN 2905521422)
- 100 randonnées dans les Pyrénées orientales et l'Andorre, Randonnées pyrénéennes  (ISBN 2905521252)
- 100 randonnées dans les Hautes-Pyrénées, Randonnées pyrénéennes  (ISBN 2905521295)
- G. Véron et M. Grassaud, 100 randonnées en Ariège, Randonnées pyrénéennes, 1er janvier 1988
- 100 rando Pyrénées orientales, Rando Éditions  (ISBN 2905521538)
- La Randonnée pédestre, Amphora  (ISBN 2890262898)
- Chemin de Piémont Pyrénées Ariégeoises, Cepadues Éditions  (ISBN 285428108X)
- Chemin de Piémont  Pyrénées-Atlantiques, Cepadues Éditions  (ISBN 2854281063)
- Chemin de Piémont Hautes-Pyrénées Haute-Garonne, Cepadues Éditions  (ISBN 2854281071)
- Chemin de Piémont, Aude - Pyrénées Orientales, Cepadues Éditions  (ISBN 2854281098)
- Le parc national d'Aigüestortes, Randonnées pyrénéennes  (ISBN 290552135X)
- Randonnées choisies en Béarn : Ossau / Aspe / Anie, Rando Éditions  (ISBN 2905521759)
- Randos choisies Luchon, Randonnées pyrénéennes  (ISBN 2905521740)
- Lacs et refuges des Pyrénées: 52 randonnées de week-end, Randonnées pyrénéennes  (ISBN 2905521643)